# Максимовская (Вожегодский район)
Максимовская — упразднённая в 2021 году деревня в Вожегодском районе Вологодской области. Входила на момент упразднения в состав Явенгского сельского поселения, с точки зрения административно-территориального деления — в Марьинский сельсовет. По данным переписи в 2002 году постоянного населения не было

## География
Расстояние до районного центра Вожеги по автодороге — 36 км, до центра муниципального образования Базы по прямой — 6 км. Ближайшие населённые пункты — Волчиха, Головинская, Козицыно.

## История
С 1 января 2006 года по 9 апреля 2009 года входила в Марьинское сельское поселение).
С 2009 по 2021 год обезлюдевшая деревня включена в состав Явенгского сельского поселения.
Исключена из учётных данных Постановлением Правительства Вологодской области от 30.08.2021 № 1001

## Население
| 2010 |
| ---- |
| 0    |

## Инфраструктура
Было развито сельское хозяйство.

## Транспорт
Стоит на автодороге 19-218 ОПМЗ 19Н-008.